# NGC 7756
NGC 7756 is een ster in het sterrenbeeld Vissen. Het hemelobject werd op 11 december 1873 ontdekt door de Ierse astronoom Lawrence Parsons.